# ييفغين ميكولايوفيتش نيشتشوك
ييفغين ميكولايوفيتش نيشتشوك (بالأوكرانية: Євген Миколайович Нищук، بالإنجليزية: Yevhen Mykolayovych Nyshchuk، بالفارسية: یون نیشچوک، بالفرنسية: Ievhen Nychtchouk)، (مواليد 29 ديسمبر 1972) هو ممثل مسرحي وسينمائي أوكراني، ووزير ثقافة سابق في أوكرانيا. شغل المنصب من فبراير إلى ديسمبر 2014، ومرة أخرى من أبريل 2016 إلى أغسطس 2019.

## السيرة الذاتية
ولد ييفغين ميكولايوفيتش نيشتشوك في إيفانو فرانكيفسك. في 1995، تخرج من الجامعة الوطنية للمسرح والسينما والتلفزيون في كييف. كان نيشتشوك وزيراً للثقافة وسياسة المعلومات الأوكرانية من 27 فبراير 2014 حتى 2 ديسمبر 2014. من 14 أبريل 2016 حتى 29 أغسطس 2019، كان وزيرًا للثقافة مرة أخرى.

## النشاط العام والسياسي
بالإضافة إلى نجاحه في المسرح والسينما، يترأس ييفغين نيشتشوك باستمرار الأحداث الفنية، ويبادر إلى قيادة العديد من المهرجانات والحفلات الموسيقية والمناسبات الحكومية بمشاركة الشخصيات الأولى في الدولة.
في 14 أبريل 2016، عين البرلمان الأوكراني مجلس وزراء جديد لأوكرانيا، مع تعيين ييفغين نيشتشوك وزيراً للثقافة في أوكرانيا.

## الغزو الروسي لأوكرانيا
في 2022، أثناء الغزو الروسي لأوكرانيا، خدم ييفغين ميكولايوفيتش نيشتشوك في القوات المسلحة الأوكرانية، المتمركزة في المنطقة المحيطة بكييف.